# Vanessa Moharitsch
Vanessa Moharitsch (* 16. Oktober 2002 in Braunau am Inn) ist eine österreichische Skispringerin.

## Werdegang
Vanessa Moharitsch startete erstmals auf internationaler Ebene im Rahmen von sechs Wettbewerben des Alpencups am 7. bis 13. August 2016 in Klingenthal, Pöhla und Bischofsgrün, wo sie als bestes Ergebnis einen achten Platz belegte und es folgten weitere Wettbewerbsteilnahmen. Seitdem gelangen ihr bisher (Stand Dezember 2020) mehrere Podestplatzierungen sowie ein Sieg im August 2019 in Bischofsgrün. Moharitsch startete am 14. und 15. Dezember 2018 in Notodden erstmals im Continental Cup; hier erreichte sie mit den Plätzen zehn und elf zugleich ihre ersten Top-30-Platzierungen und damit ihre ersten Continental-Cup-Punkte. Ihre beste Continental-Cup-Platzierung bisher war ein sechster Platz im Februar 2020. Bei den Nordischen Junioren-Skiweltmeisterschaften 2020 in Oberwiesenthal wurde sie im Einzelspringen 32. Im Mannschaftswettbewerb wurde sie mit Lisa Eder, Julia Mühlbacher und Marita Kramer Juniorenweltmeisterin.
Am 15. August 2020 debütierte Moharitsch in Frenštát pod Radhoštěm im Sommer-Grand-Prix 2020, wo sie den 24. Platz belegte. Bei den Nordischen Junioren-Skiweltmeisterschaften 2021 im finnischen Lahti wurde sie im Einzelspringen 22. Im Mannschaftswettbewerb wurde sie mit Hannah Wiegele, Julia Mühlbacher und Lisa Eder Juniorenweltmeisterin.
Bei den Nordischen Junioren-Skiweltmeisterschaften 2022 im polnischen Zakopane wurde sie im Einzelspringen ebenso wie im Mannschaftsspringen mit den österreichischen Juniorinnen Vierte. Im Mixed-Teamwettbewerb wurde sie mit Julia Mühlbacher, David Haagen und Daniel Tschofenig Juniorenweltmeisterin.
Beim Continental-Cup-Springen in Vikersund im Dezember 2022 zogen sich sowohl Moharitsch als auch ihre Landsfrau Sophie Kothbauer infolge von Stürzen jeweils Kreuzbandrisse am rechten Knie zu. Am 10. August 2024 trat Moharitsch im Rahmen des Intercontinental-Cups wieder international an.

## Statistik

### Weltcup-Platzierungen
| Saison  | Platz | Punkte |
| ------- | ----- | ------ |
| 2021/22 | 56.   | 001    |

### Grand-Prix-Platzierungen
| Saison | Platz | Punkte |
| ------ | ----- | ------ |
| 2020   | 24.   | 007    |
| 2022   | 39.   | 026    |

### Continental-Cup-Platzierungen
| Saison  | Platz | Punkte |
| ------- | ----- | ------ |
| 2018/19 | 34.   | 050    |
| 2019/20 | 37.   | 086    |
| 2020/21 | 14.   | 038    |
| 2021/22 | 08.   | 288    |
| 2022/23 | 67.   | 023    |